# Rhinolophus hildebrandti
Rhinolophus hildebrandti — вид рукокрилих родини Підковикові (Rhinolophidae). Вид названо на честь німецького ботаніка, дослідника Африки Йоганна Гільдебрандта.

## Поширення
Країни поширення: Ботсвана, Бурунді, Демократична Республіка Конго, Ефіопія, Кенія, Малаві, Мозамбік, Руанда, Сомалі, Південна Африка, Судан, Танзанія, Уганда, Замбія, Зімбабве. Житла знаходяться в печерах в сухих і вологих саванових рідколіссях.

## Загрози та охорона
Здається, немає серйозних загроз для цього виду. Здається ймовірним, що вид присутній у деяких охоронних територіях.